# Gastropteron bicornutum
Gastropteron bicornutum is een slakkensoort uit de familie van de Gastropteridae. De wetenschappelijke naam van de soort is voor het eerst geldig gepubliceerd in 1965 door Baba & Tokioka.